# Президентские выборы в Иране (2001)
Президентские выборы 2001 года в Иране состоялись 8 июня 2001 года, в результате выборов Мохаммад Хатами был переизбран президентом Ирана на второй срок.

## Кандидаты
Хотя почти 800 кандидатов было зарегистрировано, Совет стражей конституции допустил к участию в выборах десятерых:
- Мохаммад Хатами, действующий президент[1]
- Ахмад Тавакколи, бывший министр труда и социальной защиты[2]
- Али Шамхани, действующий министр обороны[1]
- Абдулла Джасби, действующий президент Исламского университета Азад[2]
- Махмуд Кашани[4]
- Хасан Гафурифар, бывший министр энергетики и член парламента[2]
- Мансур Разави[4]
- Шахаб ад-Дин ас-Садр, член парламента[4]
- Али Фаллахиан, бывший министр безопасности и разведки[1]
- Мустафа Хашемитаба, бывший министр промышленности и шахт[4].

| Результаты выборов                         | Результаты выборов                   | Результаты выборов       | Результаты выборов | Результаты выборов | Результаты выборов |
| Партия                                     | Партия                               | Кандидат                 | Число голосов      | %                  | %                  |
| ------------------------------------------ | ------------------------------------ | ------------------------ | ------------------ | ------------------ | ------------------ |
|                                            | Лига воинствующего духовенства       | Мохаммад Хатами          | 21,659,053         | 77,1 %             |                    |
|                                            | Исламская коалиционная партия        | Ахмад Тавакколи          | 4,393,544          | 15,6 %             |                    |
|                                            | Независимый                          | Али Шамхани              | 737,962            | 2,6 %              |                    |
|                                            | Активисты партии строительства       | Абдулла Джасби           | 260,082            | 0,9 %              |                    |
|                                            | Исламское общество инженеров         | Махмуд Кашани            | 235,363            | 0,8 %              |                    |
|                                            | Независимый                          | Хасан Гафурифар          | 129,222            | 0,4 %              |                    |
|                                            | Независимый                          | Мансур Разави            | 114,327            | 0,4 %              |                    |
|                                            | Исламская коалиционная партия        | Шахаб ад-Дин Садр        | 59,646             | 0,2 %              |                    |
|                                            | Ассоциация воинствующего духовенства | Али Фаллахиан            | 55,176             | 0,2 %              |                    |
|                                            | Независимый                          | Мустафа Хашемитаба       | 28,090             | 0,1 %              |                    |
| Действительные бюллетени                   | Действительные бюллетени             | Действительные бюллетени | 28,081,930         | 100,00 %           | 100,00 %           |
| Недействительные бюллетени                 |                                      |                          |                    |                    |                    |
| Всего                                      | Всего                                | Всего                    | 28,081,930         | 100.00 %           | 100.00 %           |
| Явка                                       | Явка                                 | Явка                     | 67,77 %            | 67,77 %            | 67,77 %            |
| Источник:Министерство внутренних дел Ирана |                                      |                          |                    |                    |                    |